# Битољски партизански одред Гоце Делчев
Битољски народноослободилачки партизански одред „Гоце Делчев” био је формиран код села Прекопана на планини Вић, рејон Костура, 22. маја 1943. године, од дела бораца из Битољско-преспанског одреда „Даме Груев“ и новопридошлих бораца. Приликом формирања имао је 56 бораца, али је убрзо нарастао на 80 бораца.

## Борбени пут одреда
У рејону Лерин-Костур, одред је имао више акција по селима: Вишени, Черешница, Блаце, Жервени, Дреновени, Чрновишта и Поздивишта. Заједно са Леринским НОП одредом "Вичо" разоружао контрачете у рејону Лерин-Костур од 23. маја до 1. јуна. Затим је прешао у рејон Битоља 11. јуна, где је напао италијанску караулу између села Герман–Брајчино, у близини села Лавци се борио против бугарске полиције 23. јуна, а код села Рајца, на планини Баба и на Сливничкој планини (Преспа) ратовао против италијанских карабињера од 2. до 8. августа.
После капитулације Италије разоружао је групу од 60 италијанских војника код села Отешево и код села Љубојно, заједно са Битољско-преспанским НОПО „Даме Груев, разоружао преко 200 италијанских војника. Наредбом Главног штаба НОВ и ПОМ, у првој половини септембра 1943, одред је подељен на два дела – један део је остао у Преспи, а главни део је отишао на планине Кајмакчалан и Кожуф, изводећи диверзије на железничкој прузи Лерин–Воден–Солун и онеспособио је за саобраћај. После митинга у селима Чеган, Крончелево (Воден), Попадија (Лерин), Саракиново, Горно и Долно Родево (Меглен) и Тиквешија, придружио се батаљону „Стив Наумов”. Део који је остао у Преспи ушао је у састав батаљона „Страшо Пинџур”.